# Мусаев, Рустам Вагиф оглы
Рустам Вагиф оглы Мусаев (род. 8 сентября 1978, Шемахы, Азербайджанская ССР, СССР) — азербайджанский пауэрлифтер. Двадцатикратный чемпион Азербайджана, семикратный чемпион мира, семикратный чемпион Европы, многократный победитель международных турниров. Заслуженный мастер спорта Азербайджана. Судья международной категории.

## Биография
Родился 8 сентября 1978 года в азербайджанском городе Шемахы. Среднее образование получил в школе №2 города Шемахы. В 1996-2000 годах обучался на юридическом факультете Азербайджанского Международного Университета, получив степень бакалавра. В 2000 году был призван на срочную военную службу, служил в городе Баку.

## Спортивная карьера
С 1994 года начал профессионально заниматься спортом, в дальнейшем начав принимать участие на республиканских чемпионатах по пауэрлифтингу. Федерация Пауэрлифтинга Азербайджана привлекла Рустама Мусаева в состав национальной команды страны. Тренером Рустама является заслуженный тренер Азербайджана - Шамси Байрамов.

## Спортивные достижения
| Соревнование     | Результат | Место проведения | Даты проведения      |
| ---------------- | --------- | ---------------- | -------------------- |
| Чемпионат мира   | 1 место   | Лондон           | 7-12 сентября 2008   |
| Чемпионат Европы | 1 место   | Сочи             | 3-8 мая 2011         |
| Чемпионат Европы | 1 место   | Киев             | 25-27 апреля 2012    |
| Кубок мира       | 1 место   | Екатеринбург     | 26-30 сентября 2011  |
| Чемпионат мира   | 1 место   | Сочи             | 29 мая - 3 июня 2012 |
| Чемпионат Европы | 1 место   | Вилла де Конде   | 2-9 июня 2013        |
| Чемпионат мира   | 1 место   | Прага            | 10-15 ноября 2013    |
| Чемпионат Европы | 1 место   | Баку             | 10-15 июня 2014      |
| Чемпионат мира   | 1 место   | Майями           | 10-16 ноября 2014    |
| Чемпионат Европы | 1 место   | Рига             | 8-14 июня 2015       |
| Чемпионат мира   | 1 место   | Майя             | 10-15 ноября 2015    |
| Чемпионат Европы | 1 место   | Москва           | 5-8 мая 2016         |
| Чемпионат мира   | 1 место   | Техас            | 2-10 ноября 2016     |
| Чемпионат Европы | 1 место   | Тбилиси          | 5-10 мая 2017        |
| Чемпионат мира   | 1 место   | Москва           | 2-5 октября 2017     |
| Чемпионат мира   | 1 место   | Киев             | 23-25 ноября 2018    |
| Чемпионат Европы | 1 место   | Сочи             | 7-12 июня 2019       |

## Семья
Женат, имеет двух сыновей - Умара и Вагифа.

Отец - Мусаев Вагиф Муса оглы, мать - Мусаева Латифа нуры кызы.